# The Salisbury Review
The Salisbury Review ist eine britische Zeitschrift für Politik und Kultur. Sie erscheint seit 1982 viermal pro Jahr und ist ein Forum traditionell konservativen Denkens. Mitbegründer und erster Chefredakteur war der Philosoph Roger Scruton. Der Name bezieht sich auf den ehemaligen britischen Premierminister Lord Salisbury und geht auf einen Vorschlag von Michael Oakeshott zurück.

## Geschichte
Die Zeitschrift entstand mit Unterstützung von Robert Gascoyne-Cecil, 6. Marquess of Salisbury als Diskussionsplattform für konservative Autoren, denen die marktliberale Haltung der damaligen britischen Premierministerin Margaret Thatcher missfiel:

„Die Review hatte kaum Geld, und ich hatte eine Zeit lang große Schwierigkeiten, die wenigen Konservativen in meinem Bekanntenkreis dazu zu überreden, Beiträge beizusteuern. Meine ursprüngliche Intention war, die intellektuelle Debatte über Konzepte des modernen politischen Denkens anzustoßen, um den Konservativismus von der Theorie der freien Märkte wegzubewegen.“

1984 geriet die Zeitschrift in eine öffentliche Kontroverse, als der Schuldirektor Ray Honeyford aus Bradford einen Artikel publizierte, der sich kritisch mit den Auswirkungen des Multikulturalismus auf das Bildungssystem auseinandersetzte.  Honeyford sah sich heftigen Angriffen aus Politik, Medien und Elternschaft ausgesetzt, es gab Boykottaufrufe gegen seine Schule sowie Ausschreitungen in der Stadt; Honeyford erhielt Polizeischutz. Zwei Jahre nach Erscheinen des Artikels wurde Honeyford frühpensioniert, wobei die Bezirksverwaltung von Bradford ihm zehn Jahresgehälter als Abfertigung bezahlen musste.
Roger Scruton hielt während der 1980er-Jahre Kontakt mit Regimekritikern vor allem in der damaligen Tschechoslowakei; Ausgaben der Salisbury Review wurden ins Land geschmuggelt und heimlich weiterverteilt sowie im Samisdat nachgedruckt. Die Zeitschrift bot nichtkommunistischen Autoren – nicht zuletzt Vaclav Havel selbst – ein Publikationsmöglichkeit im Westen und galt als „Pflichtlektüre vieler Dissidenten jenseits des Eisernen Vorhangs“.
Im Jahr 2000 schied Scruton als Chefredakteur aus, ihm folgten A. D. Harvey (bis 2005) sowie Merrie Cave (2006–2012) und ab 2012 Myles Harris.

## Bekannte Autoren
- Rodney Atkinson
- Miloslav Bednář
- Ján Čarnogurský
- Hal Colebatch
- Theodore Dalrymple
- Ricardo Duchesne
- John N. Gray
- Otto von Habsburg
- Vaclav Havel
- Hans-Hermann Hoppe
- Rudolf Kučera
- Enoch Powell
- Alexander Solschenizyn
- Norman Tebbit
- Hugh Trevor-Roper